# Chin Han (acteur hongkongais)
Pour les articles homonymes, voir Chin Han.
 (novembre 2018).
Si vous disposez d'ouvrages ou d'articles de référence ou si vous connaissez des sites web de qualité traitant du thème abordé ici, merci de compléter l'article en donnant les références utiles à sa vérifiabilité et en les liant à la section « Notes et références ».
Chin Han (金漢) est un acteur et réalisateur hongkongais ayant principalement fait carrière au cours des années 1960 et 1970.
Né en 1938, il entre à la Shaw Brothers en 1961 et devient célèbre en 1964 grâce à son rôle dans Lady General Hua Mu-lan où il donne la réplique à la star Ivy Ling Po, qu'il épouse en 1966 malgré les réticences de la direction de la Shaw. Il tourne plusieurs films comme rôle principal, dans divers genres. À partir de 1973, le couple poursuit sa carrière à Taïwan puis émigre au Canada.